# Abreu e Lima
Abreu e Lima là một đô thị thuộc bang Pernambuco, Brasil. Đô thị này có diện tích 129,1 km², dân số năm 2007 là 92242 người, mật độ 714,5 người/km².